# Helios (motorfiets)

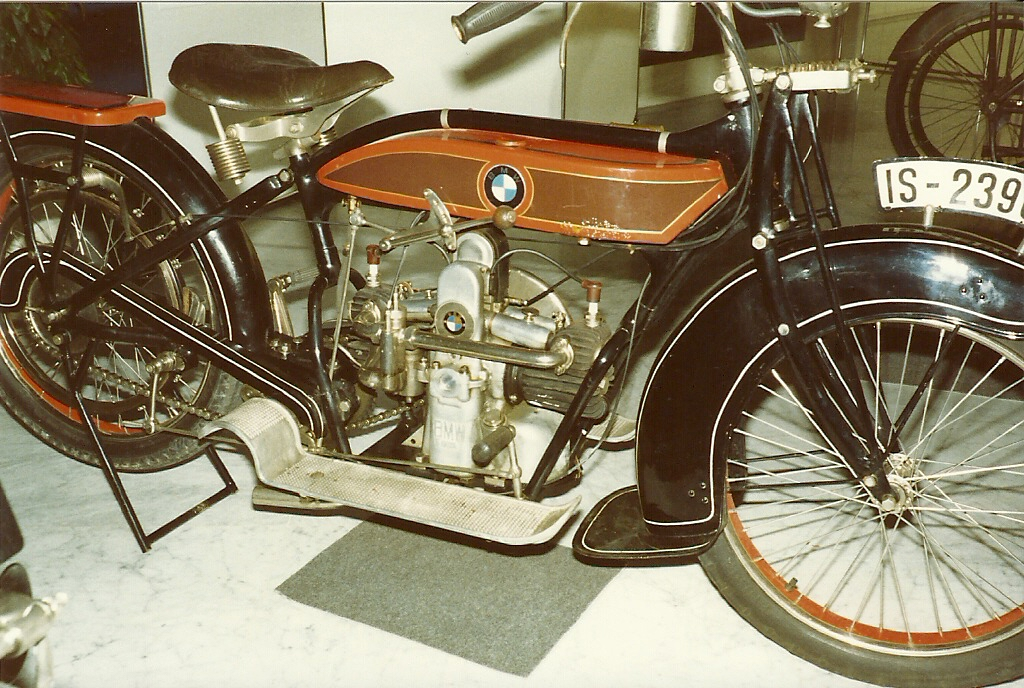
In 1922 werden enkele machines geproduceerd met het BMW-logo

Helios is een historisch Duits merk van motorfietsen, en de voorloper van BMW Motorrad.
De bedrijfsnaam was: Bayerische Flugzeug Werke AG, München.
De Helios was een Duitse motorfiets die door Karl Rühmer van BFW was ontworpen. Het motorblok kwam officieel van het in 1917 opgerichte BMW. In de Helios zat de Bayernmotor (de 492 cc M2B15-zijklepper) die ook in de eerste Victoria-motorfietsen zat. De motor was nog dwarsgeplaatst, dat wil zeggen met de cilinders achter elkaar, waardoor de achterste cilinder koelproblemen had. De productie liep alleen in 1921 en 1922.
De Helios is de voorloper van de eerste echte BMW, de R 32 uit 1923. Karl Rühmer zou later zijn eigen merk Karü maken.